# 벤츠필스구

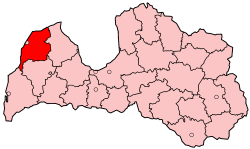
벤츠필스 구의 위치

벤츠필스구(라트비아어: Ventspils rajons)는 라트비아 북서부에 있던 구로 행정 중심지는 벤츠필스이며 면적은 2,462km2, 인구는 14,530명(2002년 기준), 인구 밀도는 5.9명/km2이다. 1개 시와 12개 교구를 관할했으며 2009년에 실시된 행정 구역 개편에 따라 폐지되었다. 탈시 구와 쿨디가 구, 리예파야 구와 접하고 있었다.